# Aorangia muscicola
Aorangia muscicola là một loài nhện trong họ Amphinectidae. Loài này phân bố ở New Zealand.